# Minabegawa
Minabegawa (南部川村, Minabegawa-mura) was een dorp in het District Hidaka van de prefectuur Wakayama, Japan. 
In 2003 had de gemeente 6561 inwoners en een bevolkingsdichtheid van 69,66 inw./km². De oppervlakte van de gemeente bedroeg 94,18 km².
Op 1 oktober 2004 hield de gemeente op te bestaan als zelfstandige entiteit toen werd aangehecht bij de gemeente Minabe. 